# Belgrade-Banja Luka
Belgrade-Banja Luka est une course cycliste de deux jours regroupées sous le même nom qui se dispute entre Belgrade en Serbie et Banja Luka en Bosnie-Herzégovine, ou inversement, fin avril pour deux jours consécutifs. Elle fut créée en 2007. Elle fait partie depuis 2007 de l'UCI Europe Tour, en catégorie 1.2. Elle est par conséquent ouverte aux équipes continentales professionnelles, à des équipes nationales et à des équipes régionales ou de clubs. Les UCI ProTeams (première division) ne peuvent pas participer. En 2015, le Belgrade-Banja Luka II relie les deux villes de Bosnie-Herzégovine à savoir Banja Luka et Brčko. En 2018, l'épreuve devient une course par étapes, la 1re entre Belgrade et Brcko, la 2e entre Teslic et Banjaluka.
L'édition 2020 est annulée en raison de la pandémie de maladie à coronavirus.

## Noms des courses
En jaune, l'édition ne figurant pas au calendrier UCI
| Année     | Banja Luka-Belgrade I | Banja Luka-Belgrade II |
| --------- | --------------------- | ---------------------- |
| 2007      | Belgrade-Banja Luka I | Belgrade-Banja Luka II |
| 2008      | Belgrade-Banja Luka I | Belgrade-Banja Luka II |
| 2009      | Banja Luka-Belgrade   | Banja Luka-Belgrade II |
| 2010-2014 | Banja Luka-Belgrade I | Banja Luka-Belgrade II |
| 2015-2017 | Belgrade-Banja Luka I | Belgrade-Banja Luka II |
| 2018-     | Belgrade-Banja Luka   | Belgrade-Banja Luka    |

## Palmarès

### Belgrade-Banja Luka I
| Année                 | Vainqueur           | Deuxième               | Troisième              |
| --------------------- | ------------------- | ---------------------- | ---------------------- |
| Belgrade-Banja Luka I |                     |                        |                        |
| 2007                  | Matej Gnezda        | Igor Kranjec           | Gergely Ivanics        |
| 2008                  | Aldo Ino Ilešič     | Daniele Callegarin     | Emanuele Rizza         |
| Banja Luka-Belgrade   |                     |                        |                        |
| 2009                  | Normunds Lasis      | Rino Zampilli          | Krisztián Lovassy      |
| Banja Luka-Belgrade I |                     |                        |                        |
| 2010                  | Jure Zrimšek        | Maroš Kováč            | Yasuharu Nakajima      |
| 2011                  | Krisztián Lovassy   | Matej Marin            | Radoslav Rogina        |
| 2012                  | Marko Kump          | Luka Mezgec            | Robert Jenko           |
| 2013                  | Michal Kolář        | Jan Sokol              | Matej Mugerli          |
| 2014                  | Martin Otoničar     | Fabian Schnaidt        | Mattia Gavazzi         |
| Belgrade-Banja Luka I |                     |                        |                        |
| 2015                  | Marko Kump          | Charálampos Kastrantás | Polychrónis Tzortzákis |
| 2016                  | Vitaliy Buts        | Oleksandr Surutkovych  | Raman Ramanau          |
| 2017                  | Barnabás Peák       | Robert Jenko           | Dušan Rajović          |
| Belgrade-Banja Luka   |                     |                        |                        |
| 2018                  | Gašper Katrašnik    | Roman Maikin           | Nicolás Tivani         |
| 2019                  | Paweł Franczak      | Aaron Grosser          | Attila Valter          |
| 2020                  | Jakub Kaczmarek     | Martí Márquez          | Daniil Pronskiy        |
| 2021                  | Mihkel Räim         | Justin Wolf            | Patryk Stosz           |
| 2022                  | Jakub Kaczmarek     | Gianni Marchand        | Lennert Teugels        |
| 2023                  | Gregor Matija Černe | Eduard-Michael Grosu   | Bartosz Rudyk          |
| 2024                  | Piotr Pękala        | Davide Toneatti        | Mihael Štajnar         |
| 2025                  | Dušan Rajović       | Paul Wright            | Nikifóros Arvanítou    |

### Belgrade-Banja Luka II
En jaune : édition ne figurant pas au calendrier UCI
| Année                  | Vainqueur        | Deuxième          | Troisième             |
| ---------------------- | ---------------- | ----------------- | --------------------- |
| Belgrade-Banja Luka II |                  |                   |                       |
| 2007                   | Žolt Der         | Jure Kocjan       | Igor Kranjec          |
| 2008                   | Matej Stare      | Matej Gnezda      | Daniele Callegarin    |
| Banja Luka-Belgrade II |                  |                   |                       |
| 2009                   | Vladimir Kerkez  | Bálint Szeghalmi  | Boštjan Rezman        |
| 2010                   | Matej Marin      | Nik Burjek        | Borislav Ivanov       |
| 2011                   | Matija Kvasina   | Matej Jurčo       | Luka Mezgec           |
| 2012                   | Matej Mugerli    | Marko Kump        | Riccardo Zoidl        |
| 2013                   | Matej Mugerli    | Markus Eibegger   | Jan Sokol             |
| 2014                   | Ivan Stević      | Geórgios Boúglas  | Stefan Schäfer        |
| Belgrade-Banja Luka II |                  |                   |                       |
| 2015                   | Andi Bajc        | Lukas Pöstlberger | Ivan Stević           |
| 2016                   | Filippo Fortin   | Vitaliy Buts      | Oleksandr Surutkovych |
| 2017                   | Nicola Gaffurini | Paolo Totò        | Dušan Rajović         |